# Sonia Citron
Pour les articles homonymes, voir Citron (homonymie).
Sonia Elizabeth Citron est une joueuse américaine de basket-ball née le 22 octobre 2003 à White Plains, dans l'État de New York.
Elle évolue au sein de l'équipe féminine des Mystics de Washington en Women's National Basketball Association (WNBA).   
Sélectionnée en troisième position de la Draft WNBA 2025, elle est nommée au All-Star Game dès sa première année.  

## Biographie
Sonia Citron naît le 22 octobre 2003 à White Plains, dans l'État de New York. Sa mère, Yolanda Citron est née au Cap-Vert mais à grandit au Sénégal avant de s'installer aux États-Unis.

### Carrière universitaire

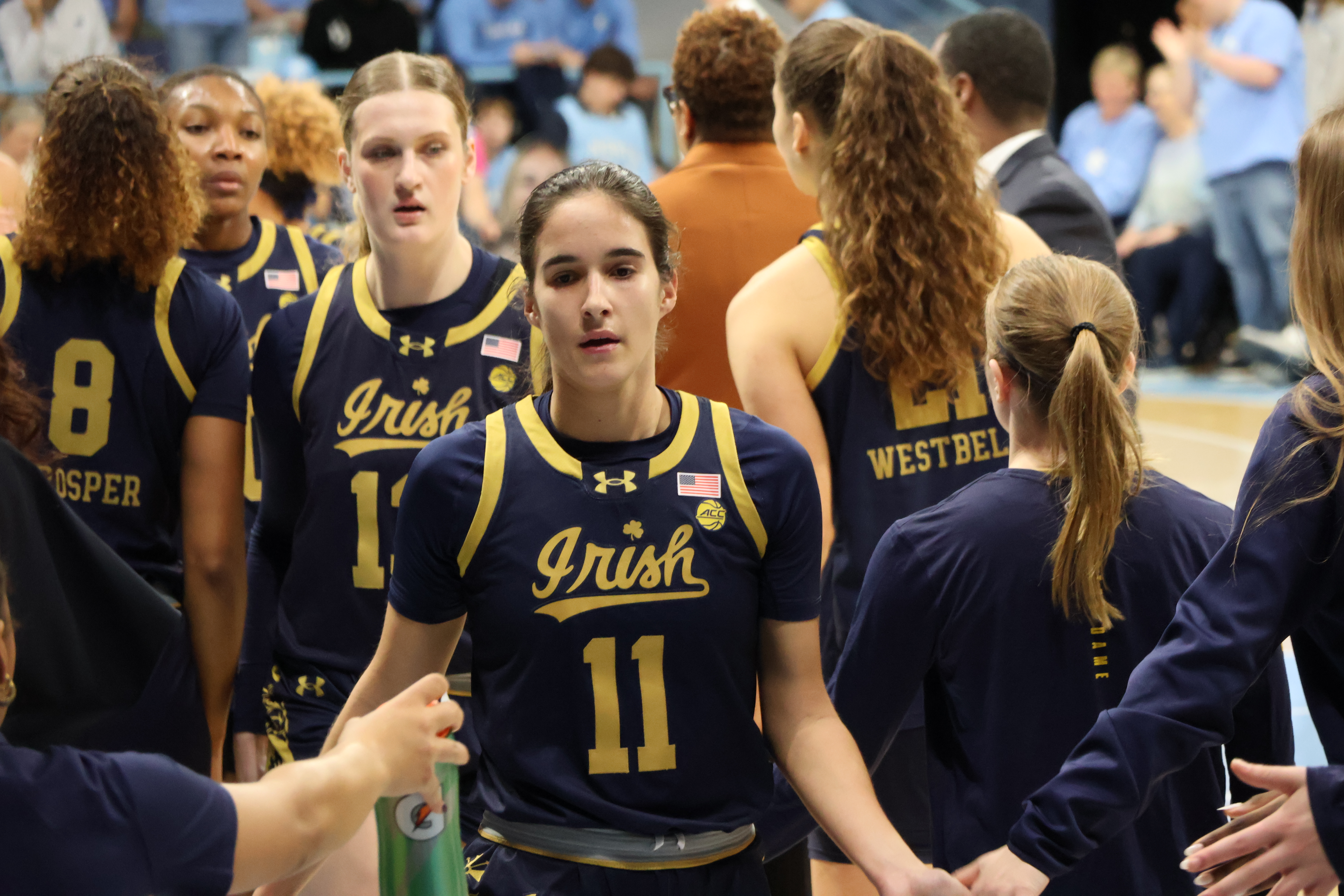
Sonia Citron sous le maillot des Fighting Irish de Notre-Dame en janvier 2025.

Sonia Citron étudie à l'université Notre Dame où elle joue pour les Fighting Irish pendant quatre ans. La première année, elle inscrit 11,8 points et prend 6,6 rebonds par match, ce qui lui vaut le titre de recrue de l'année de l'Atlantic Coast Conference (ACC). Lors de sa seconde année, elle est nommée dans la première équipe All-ACC, avec des moyennes de 14,7 points, 5,5 rebonds et 2,5 passes décisives par match. Elle débute 107 des 124 matchs disputés au cours de ses quatre saisons à Notre Dame.

### Carrière professionnelle
Sonia Citron est sélectionnée le 14 avril 2025 par les Mystics de Washington en troisième position de la Draft WNBA, derrière Paige Bueckers et Dominique Malonga.
Elle fait ses débuts professionnels le 16 mai, lors de la victoire contre le Dream d'Atlanta. Elle inscrit 19 points en 24 minutes, à 6 sur 7 au tir. 
Le 22 juin, elle marque le tir de la gagne contre les Wings de Dallas. Elle termine la rencontre avec 27 points, son record en carrière, et 11 rebonds. Elle devient la première rookie de l’histoire des Mystics à inscrire plus de 25 points et capter 10 rebonds.
Sonia Citron est sélectionnée pour participer au All-Star Game de la WNBA, le 19 juillet au Gainbridge Fieldhouse d'Indianapolis. Elle rejoint l'équipe de Caitlin Clark avec l'autre jeune recrue des Mystics, Kiki Iriafen,. Sonia Citron prend part au concours à trois points mais est éliminée au premier tour. Sabrina Ionescu, qui remporte l'épreuve lui verse la moitié de la récompense pour saluer son courage de participer en tant que rookie.

### Carrière internationale
Avec la sélection américaine, elle remporte en 2019 le Championnat des Amériques féminin de basket-ball des moins de 16 ans, à Puerto Aysén au Chili et en 2021 la Coupe du monde féminine de basket-ball des moins de 19 ans, à Debrecen en Hongrie. Elle est nommée dans le meilleur cinq majeur des deux compétitions,. 